# Cinetoplast
Un cinetoplast és una fragment circular d'ADN inserit en un gran mitocondri, i que conté diverses còpies del genoma mitocondrial. Els cinetoplasts només es troben en els organismes de la classe kinetoplastea. Generalment es troben localitzats de forma adjacent als flagels del cos basal d'aquests organismes, creient-se que estan estretament lligats al citoesquelet.
Els tripanosomes, un grup de protozous flagel·lats tenen un cinetoplast dins d'un gran mitocondri. L'espècie Trypanosoma brucei, el paràsit que causa la tripanosomiasis (o malaltia de la son, transmesa per la mosca tse-tse), n'és un exemple de tripanosoma amb cinetoplast. El cinetoplast es pot veure fàcilment en mostres tintades amb DAPI, un marcador fluorescent de l'ADN emprat usualment.